# Jagdstaffel 42
La Jagdstaffel 42 (in tedesco: Königlich Preußische Jagdstaffel Nr 42, abbreviato in Jasta 42) era una squadriglia (staffel) da caccia della componente aerea del Deutsches Heer, l'esercito dell'Impero tedesco, durante la prima guerra mondiale (1914-1918).

## Storia
La Jagdstaffel 42 venne fondata nel settembre del 1917 presso il Flieger-Abteilung (dipartimento di aviazione) 3 di Gotha, divenendo tuttavia operativa solo il 18 dicembre. Due giorni dopo venne assegnata alla Armee-Abteilung B. Il 26 marzo venne spostata a sostegno della 7ª Armata. Il 17 aprile 1918 la squadriglia venne accorpata al Jagdgruppe 12 sotto il comando di Heinrich Kroll. Nel maggio 1918 l'unità venne spostata a supporto della 18ª Armata fino alla fine della guerra.
Il Leutnant Karl Odebrett fu l'unico Staffelführer (comandante) della Jagdstaffel 42.
Alla fine della prima guerra mondiale alla Jagdstaffel 42 vennero accreditate 30 vittorie aeree. Di contro, la squadriglia perse 4 piloti, uno fu fatto prigioniero di guerra e uno fu ferito in azione.

## Lista dei comandanti della Jagdstaffel 42
Di seguito vengono riportati i nomi dei piloti che si succedettero al comando della Jagdstaffel 42.
| Grado    | Nome          | Periodo                           |
| -------- | ------------- | --------------------------------- |
| Leutnant | Karl Odebrett | settembre 1917 - 11 novembre 1918 |

## Lista delle basi utilizzate dalla Jagdstaffel 42
- Gotha, Germania: settembre 1917
- Mars-la-Tour, Francia: 20 dicembre 1917
- Froidmont: 26 marzo 1918
- Ercheu, Francia: 17 aprile 1918
- Grécourt, Francia: maggio 1918
- Clastres, Francia: 15 agosto 1918
- Parpeville, Francia
- Le Brule
- Bois Saint Denis
- Thuilles